# Moon River
«Moon River» (Riu de Lluna) és una composició de Johnny Mercer (lletra) i Henry Mancini (música) de 1961. Va guanyar l'Oscar a la millor cançó original d'aquell any. Henry Mancini la va compondre expressament per a Audrey Hepburn que era la protagonista de la pel·lícula Esmorzar amb diamants. L'any següent va guanyar el Grammy a la gravació de l'any. Ha estat interpretada per molts grans artistes, amb diferents versions vocals i instrumentals. Pat Boone, que la interpretà, va arribar a ser núm. 1 en el Billboard 100 Hot de 1961.

## Versions
"Moon River" va ser un èxit de Jerry Butler a finals de 1961. Fou llançat simultàniament amb Mancini i va arribar al número 11 del Billboard Hot 100, i al número 3 a Easy Listening pel desembre, dues setmanes abans que la gravació de Mancini aparegués. Danny Williams va tenir una exitosa versió de la cançó que va arribar al número u al Regne Unit la darrera setmana de 1961. Tot i que Andy Williams no va treure mai la cançó com a single, el seu LP Moon River and Other Great Movie Themes (1962), va ser disc d'or el 1963 en vendre un milió d'unitats.
Centenars de versions de la cançó han estat gravades i ha estat presentada en nombrosos mitjans de comunicació. El mateix Mercer va gravar la cançó el 1974 per al seu àlbum My Huckleberry Friend. Entre moltes d'elles es pot destacar les d'Aretha Franklin, Ann-Margret, Lena Horne, Paul Anka, Louis Armstrong, Sarah Brightman, Morrissey, Ben I. King, Judy Garland, Lisa Ono, Brad Mehldau, Willie Nelson, Eddi Reader, Jim Reeves, John Barrowman, Katie Melua, Eartha Kitt, Shirley Bassey, Frank Sinatra, Rod Stewart, Barbra Streisand, Sarah Vaughan, Oscar Peterson, Presuntos Implicados, Eric Clapton. També d'instrumentals com la d'Art Blakey & The Jazz Messengers, Bill Frisell, Grant Green, Bradley Joseph, Ferrante & Teicher, Duane Eddy, Ray Conniff.
El 2007, el saxofonista Dave Koz va gravar una versió en el seu àlbum, At the Movies, cantada per Barry Manilow. El 2013, Neil Finn i Paul Kelly van interpretar la cançó a la seva gira Goin 'Your Way Tour, durant la qual es va enregistrar la seva actuació a la Sala de Concert de l'Opera de Sydney per a l'àlbum en directe, Goin' Your Way, que va treure el disc el mateix any. La versió instrumental de Lawrence Welk de 1961 va ser presentada a la temporada 6 de Mad Men, episodi 13, "In Care Of" (2013). Una versió de la cançó va ser presentada a la pel·lícula documental d'Amif Kapadia, Amy (2015), sobre Amy Winehouse; la versió de Winehouse, cantada als 16 anys amb la National Youth Jazz Orchestra l'any 2000, és la cançó d'obertura del film.
També Melissa Benoist per a l'episodi musical de la tercera temporada a The Flaix (sèrie de televisió de 2014). Amaia Montero amb la seva versió en català "Riu de Lluna" i Frank Ocean. Es va gravar una versió remix per al videojoc Bayonetta 2 interpretada per Keeley Bumford.